# Stazione di Greifswalder Straße
La stazione di Greifswalder Straße è una stazione ferroviaria posta sulla Ringbahn di Berlino.

## Movimento
La stazione è servita dalle linee S 41, S 42, S 8 e S 85 della S-Bahn.

## Interscambi
- Fermata tram (S Greifswalder Straße, linea M 4)[2]